# Abfallbörse
Eine Abfallbörse oder Recyclingbörse ist eine Einrichtung, bei der nicht mehr benötigte, aber noch brauchbare Materialien oder Einrichtungsgegenstände abgegeben oder getauscht werden können.
Abfallbörsen werden zum Beispiel von Kommunen oder gemeinnützigen Einrichtungen eingerichtet und unterhalten. Hier können Möbel, elektronische Geräte, Kleidungsstücke u. a. abgegeben werden. Diese werden bei Bedarf aufgearbeitet oder repariert und relativ preiswert wieder verkauft.
Durch die Einrichtung von Abfallbörsen kann das Aufkommen von Abfällen reduziert werden, da Materialien im Wirtschaftskreislauf verbleiben, die ansonsten der Entsorgung zugeführt würden.
Abfallbörsen können auch von Unternehmen und Institutionen als neutrale Marktinstrumente für Recycling und Entsorgung benutzt werden. Sie bedienen sich dabei Unternehmen, die darauf spezialisiert sind, anfallende Abfallmengen möglichst kostengünstig beziehungsweise bei Wertstoffen mit möglichst besten Erlösen am Entsorgungs- und Rohstoffmarkt zu platzieren oder benutzen dazu eigene Internetportale. Dies kann teils zu erheblichen Kosteneinsparungen für die abgebenden Unternehmen führen. während Käufer möglicherweise Kleinmengen kostengünstig und ohne feste Lieferverträge erwerben können.

## Beispiele
In Bremen und in anderen Bundesländern wurden seit Anfang der 1990er Jahre sogenannte Bodenbörsen eingerichtet, um insbesondere den anfallenden Bauschutt und andere Materialien zu reduzieren.
Das Land Nordrhein-Westfalen unterhielt bis Mitte 2018 eine Boden- und Bauschuttbörse. Dort konnten Privatpersonen oder Gewerbetreibende über das Internet Angebote und Nachfragen einstellen. An der Börse wurden unter anderem Mutterboden, sonstiger Erdaushub und aufgearbeiteter Bauschutt gehandelt.
Eine der ersten privaten Recyclingbörsen entwickelte die damalige Henkel KGaA. Diese sogenannte „Reststoffbörse“ vermittelte Rest-Rohstoffe wie alte Lagerbestände, Nebenprodukte oder Fehlchargen, um Entsorgungskosten einzusparen. 1997 richtete das Unternehmen eine Datenbank ein, die zunächst im Intranet betrieben wurde, zu der sich Abnehmer telefonisch oder monatlich durch Faxabruf anmelden konnten. Im Jahr 2000 ging die Börse ins Internet. Auch die Schering AG baute eine Reststoffbörse auf, die nach betriebswirtschaftlichen Kriterien erfolgreich betrieben wurde. Im Frühjahr 2007 startete die ISR Interseroh Rohstoffe GmbH als erstes Unternehmen der Abfallwirtschaft eine internetbasierte Handelsplattform für Altpapier und Altkunststoffe, wobei die Transaktionen nicht öffentlich angezeigt wurden. In der Praxis zeigte sich ein Überhang der Kaufinteressen, was möglicherweise der Grund der Schließung der Plattform war. Auch andere Börsen wurden geschlossen. Am erfolgreichsten scheinen Kunststoffbörsen zu sein.
In Zentralamerika und der Karibik existiert mit BORSICA (Bolsa Regional de Residuos y Subproductos industriales) eine überregionale Plattform für die Vermarktung industrieller Abfälle.